# Xystrocera
Xystrocera es un género de escarabajos longicornios.

## Ejemplares del género

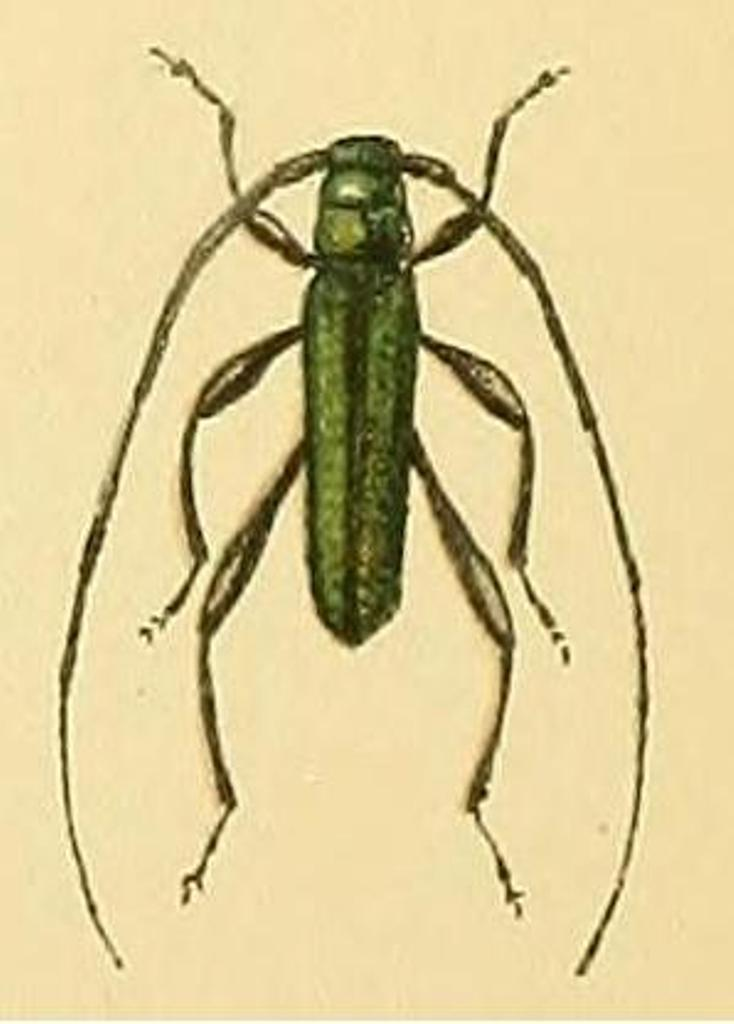
Xystrocera alcyonea
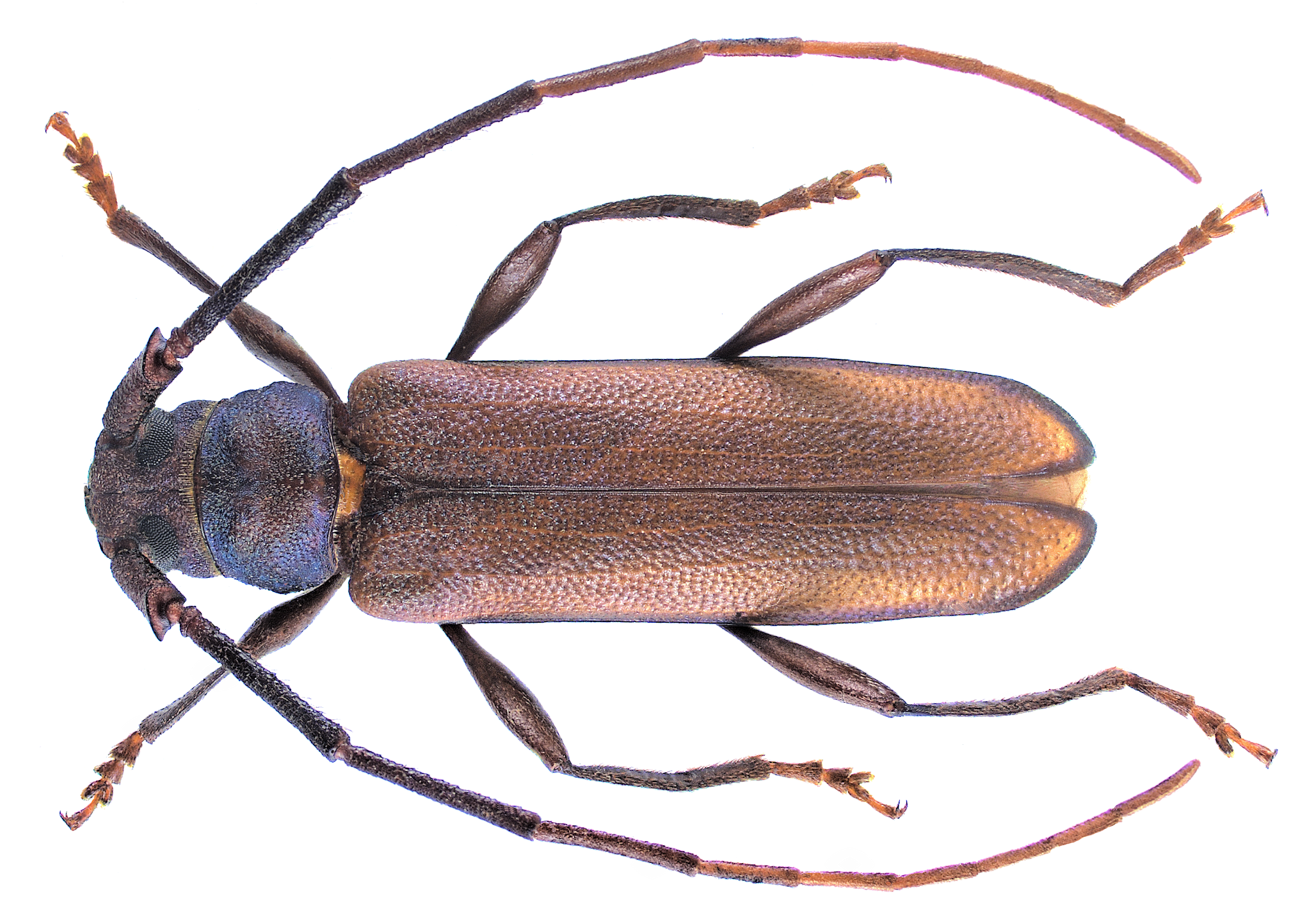
Xystrocera devittata
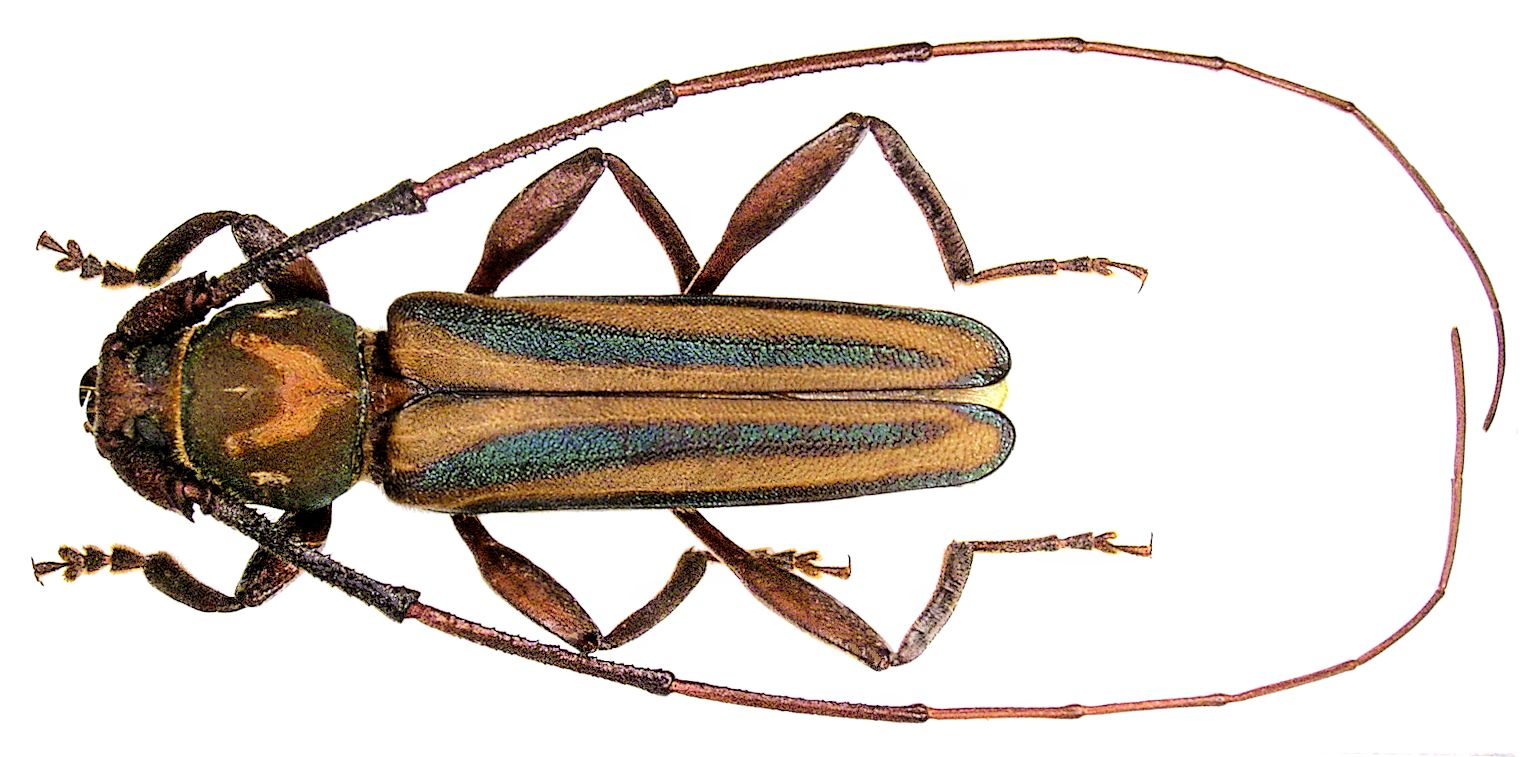
Xystrocera dispar
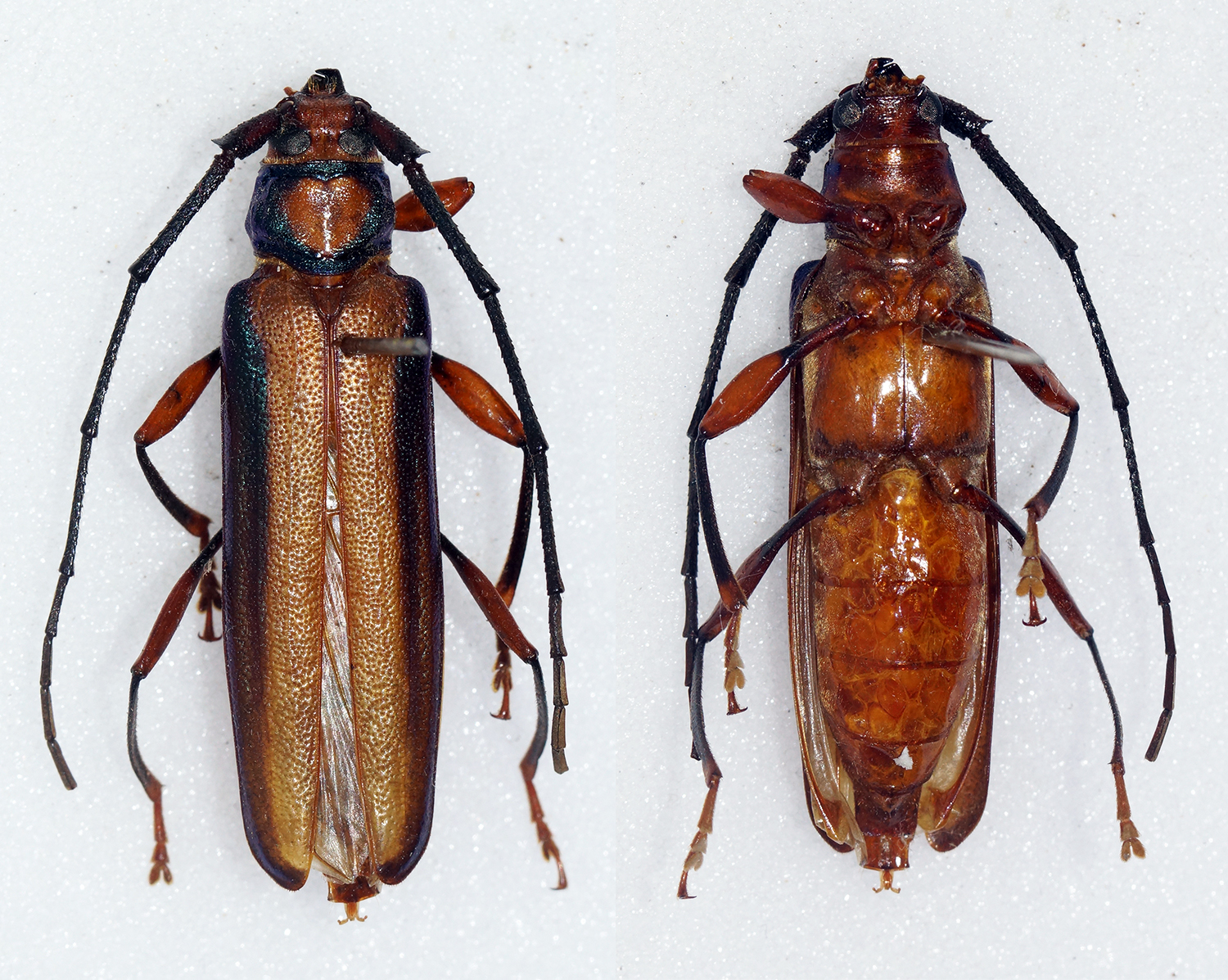
Xystrocera festiva
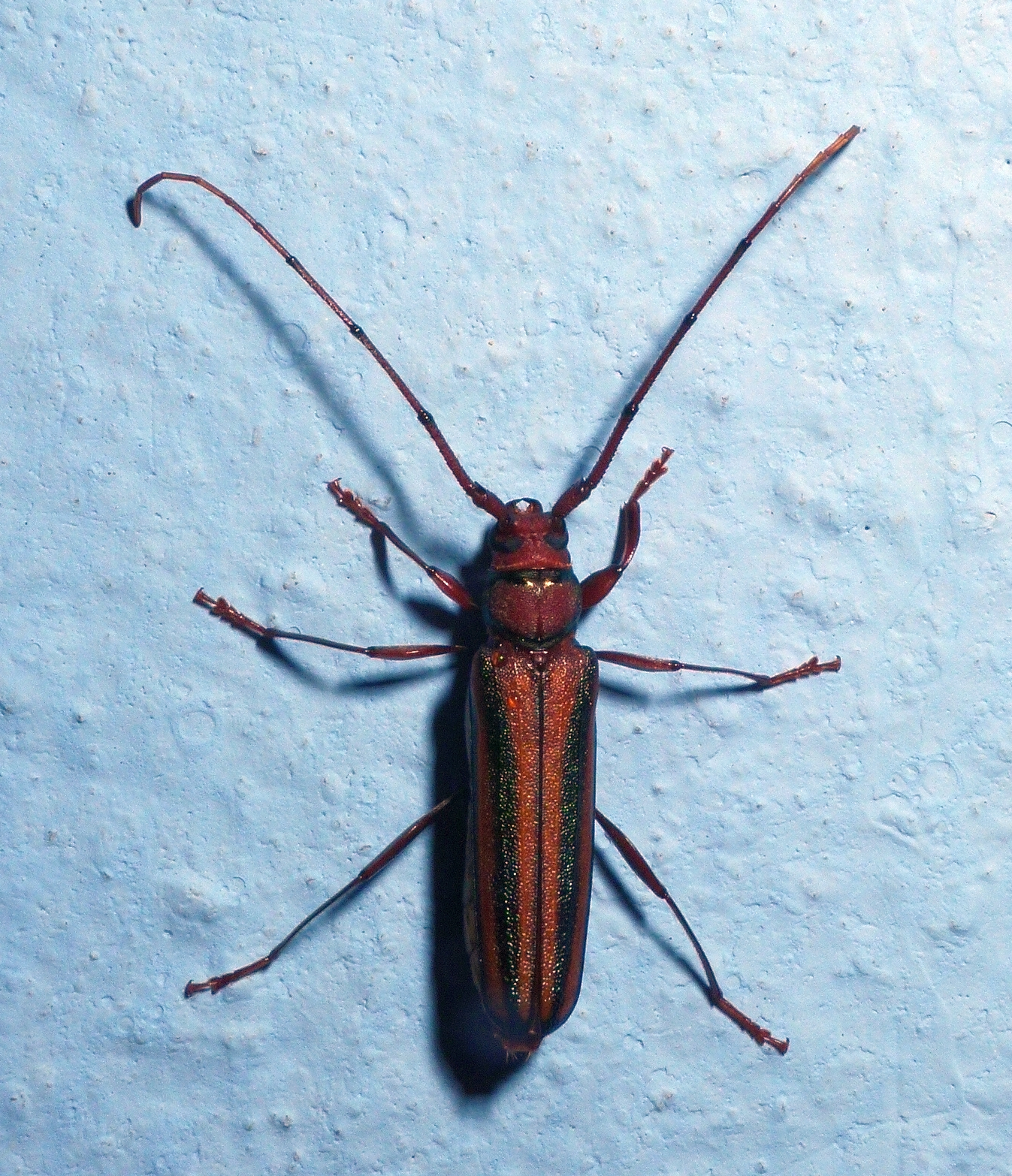
Xystrocera globosa
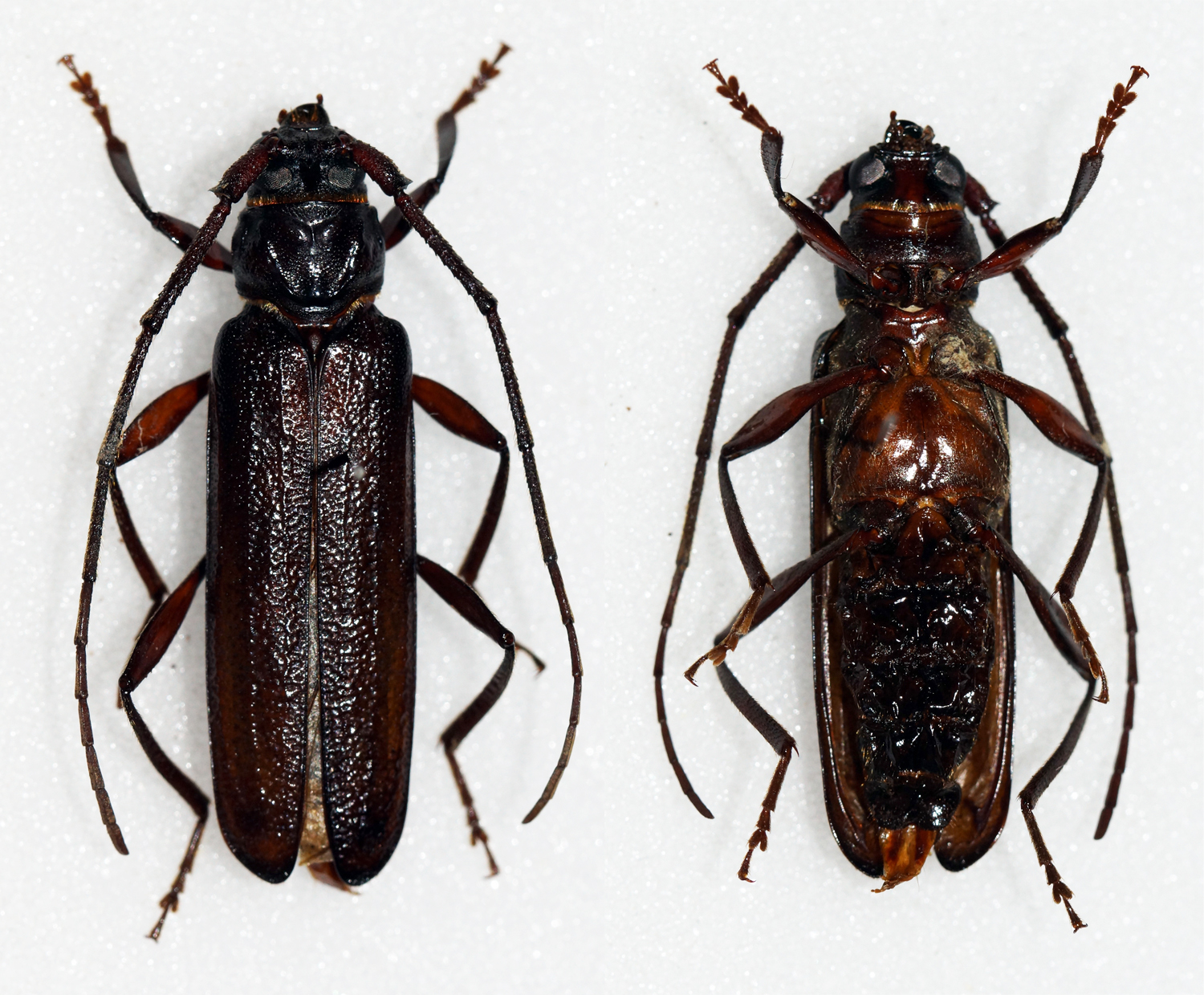
Xystrocera nigrita
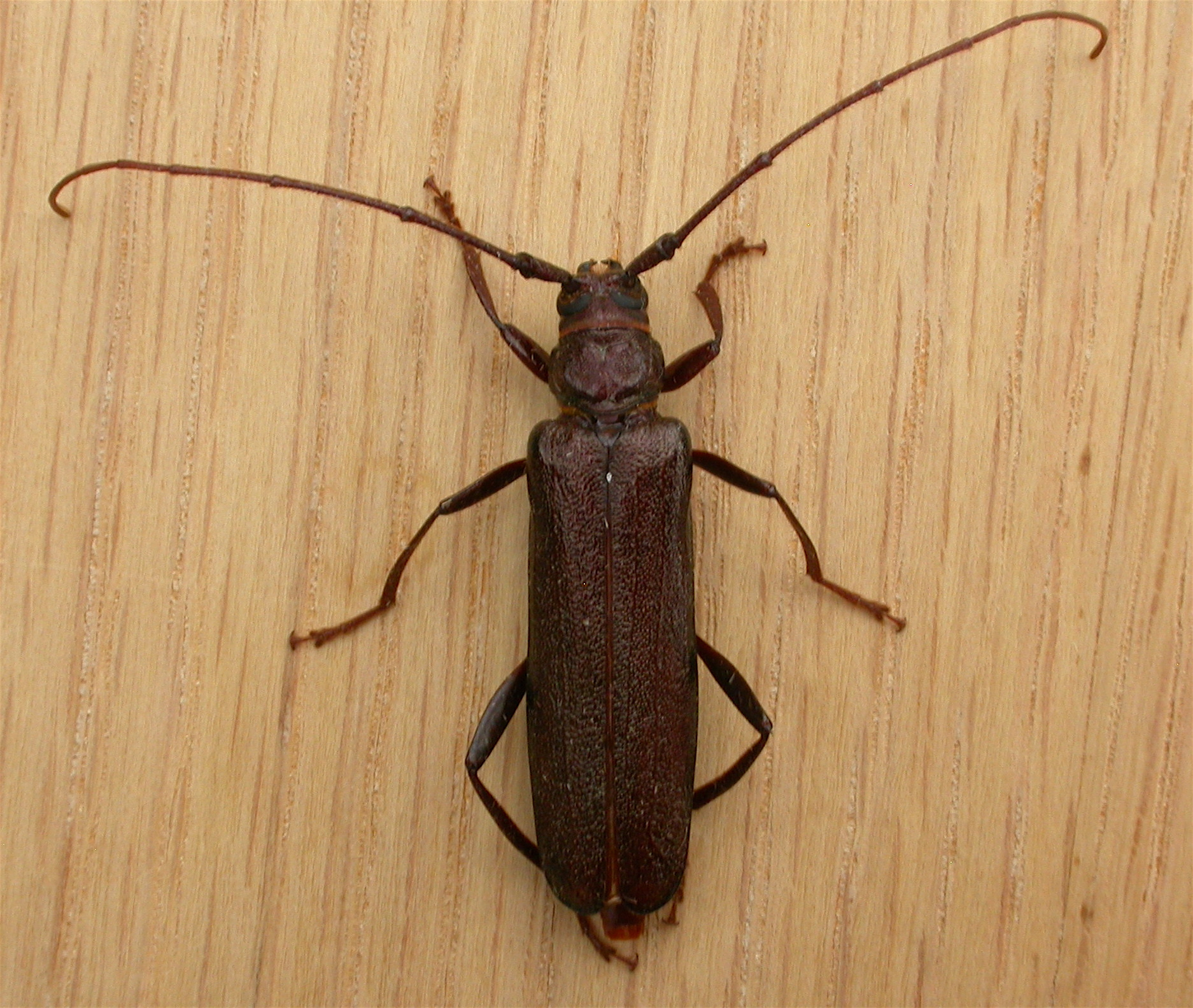
Xystrocera virescens
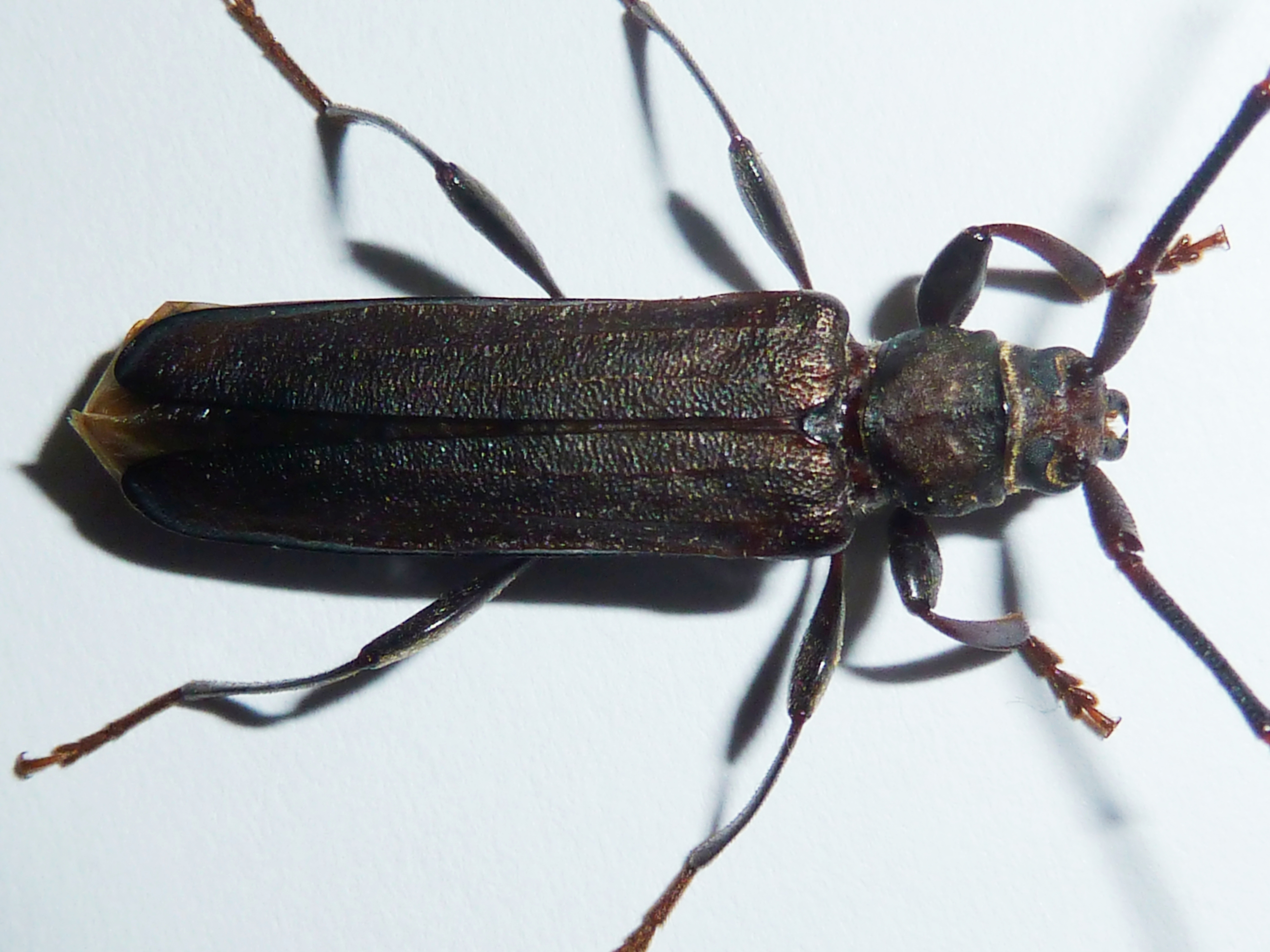
Xystrocera erosa

## Especies
- Xystrocera abrupta
- Xystrocera alcyonea
- Xystrocera ansorgei
- Xystrocera antennata
- Xystrocera apiculata
- Xystrocera asperata
- Xystrocera australasiae
- Xystrocera bomfordi
- Xystrocera boulardi
- Xystrocera brunnea
- Xystrocera buquetii
- Xystrocera carinipennis
- Xystrocera chalybeata
- Xystrocera conradti
- Xystrocera curvipes
- Xystrocera cyanella
- Xystrocera cyanipennis
- Xystrocera danilevskyi
- Xystrocera devittata
- Xystrocera dispar
- Xystrocera dundensis
- Xystrocera elongata
- Xystrocera erosa
- Xystrocera femorata
- Xystrocera ferreirae
- Xystrocera festiva
- Xystrocera flavovariegata
- Xystrocera frontalis
- Xystrocera fuscomaculata
- Xystrocera globosa
- Xystrocera gracilipes
- Xystrocera granulipennis
- Xystrocera granulithorax
- Xystrocera holatripes
- Xystrocera interrupta
- Xystrocera laeta
- Xystrocera lujae
- Xystrocera marginipennis
- Xystrocera matilei
- Xystrocera minuscula
- Xystrocera minuta
- Xystrocera natalensis
- Xystrocera nigrita
- Xystrocera nitidicollis
- Xystrocera orientalis
- Xystrocera pauliani
- Xystrocera pseudosimilis
- Xystrocera reducta
- Xystrocera rhodesiana
- Xystrocera ruficornis
- Xystrocera rufobrunnea
- Xystrocera semperi
- Xystrocera similis
- Xystrocera skeletoides
- Xystrocera sudanica
- Xystrocera teocchii
- Xystrocera ugandensis
- Xystrocera unicolor
- Xystrocera velutina
- Xystrocera vicina
- Xystrocera violascens
- Xystrocera virescens
- Xystrocera viridilucens
- Xystrocera vittata